# بورغر توماس
بورغر توماس (بالنرويجية البوكمول: Borger Thomas)‏ هو لاعب كرة قدم نرويجي، ولد في 15 فبراير 1995 في آرندال في النرويج. لعب مع نادي ستابك ونادي سترومسغودست لكرة القدم.

## وصلات خارجية
- بورغر توماس على موقع قاعدة بيانات كرة القدم.إي يو (الإنجليزية)
- بورغر توماس على موقع Soccerway.com (الإنجليزية)